# داميان (قديس)

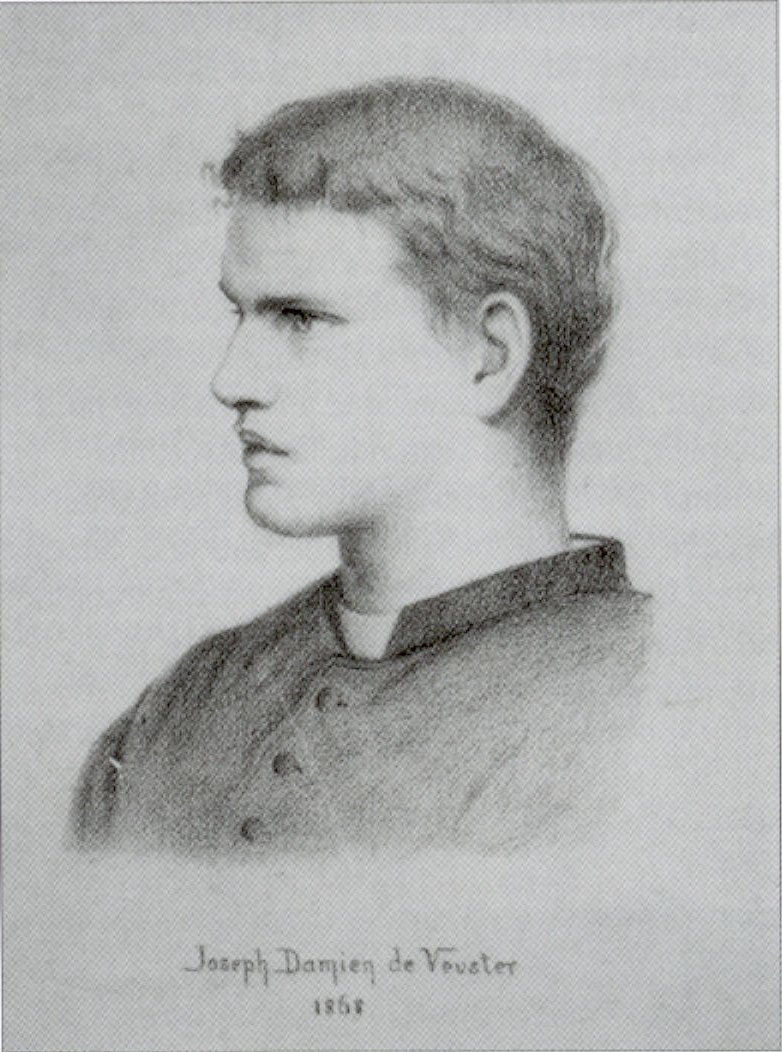
صورة الأب داميان وهو شاب وهي منسوبة لإدوارد كليفورد

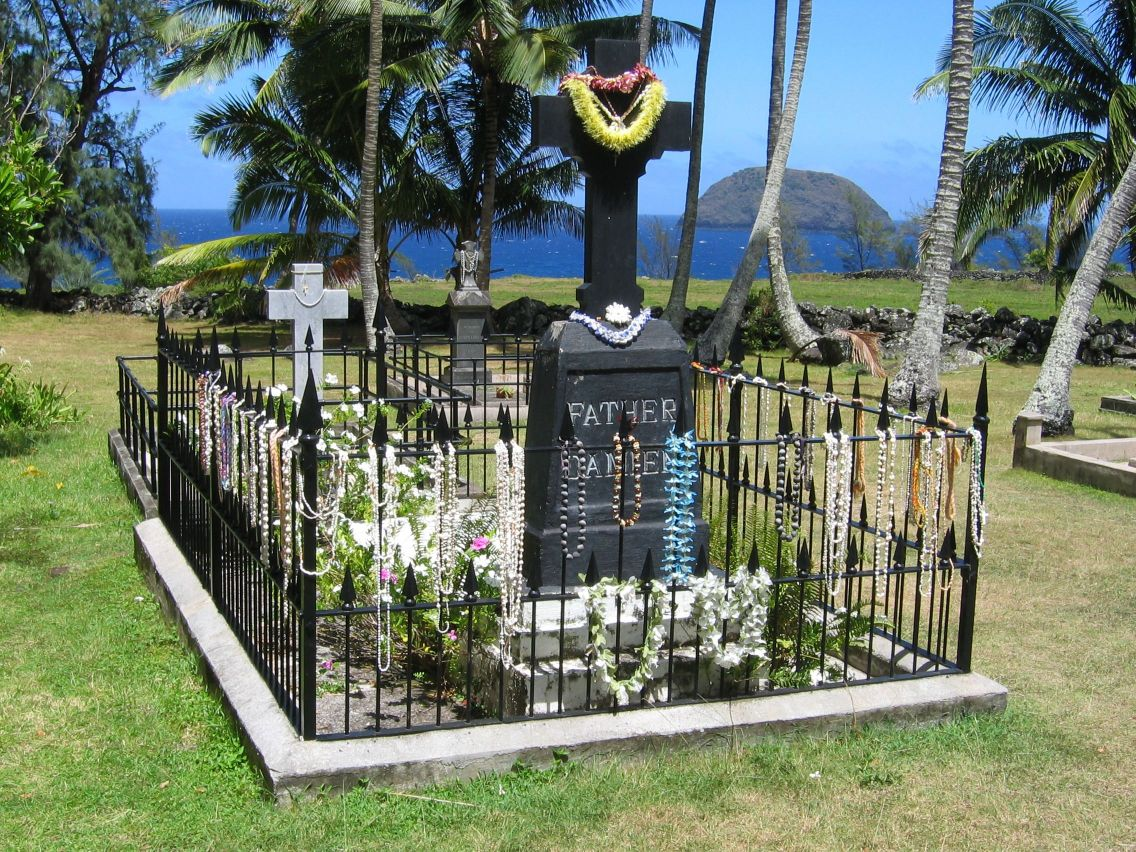
قبر الأب داميان في هاواي

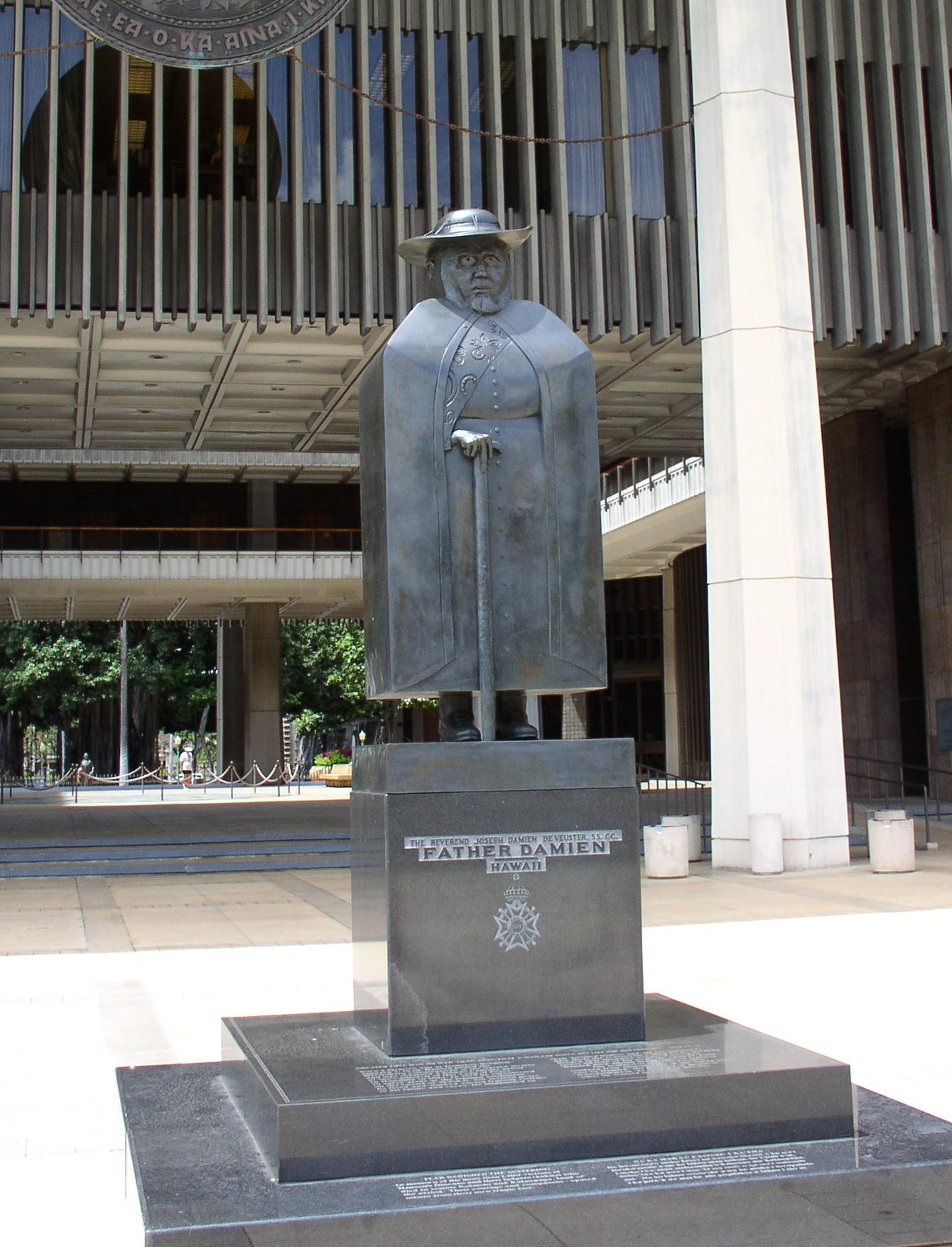
تمثال الأب داميان أمام مبنى الكابيتول الهاوايئي

الأب داميان أو القديس داميان من مولوكاي، أو القديس داميان دي فوستر (3 يناير 1840 – 15 أبريل 1889)،  واسمه عند الولادة جوزيف دي فوستر (بالهولندية: Jozef De Veuster)، هو كاهن كاثوليكي من بلجيكا وعضو في مجمع القلوب المقدسة ليسوع ومريم،  وهو معهد ديني تبشيري. نال الشهرة بعمله مع المصابين بالجذام من عام 1873 وحتى وفاته عام 1889 في مملكة هاواي، والذين كانوا مطالبين بالعيش في شبه جزيرة كالوبابا على جزيرة مولوكاي وذلك تحت حجر صحي كانت تفرضه الحكومة.
خلال هذا الوقت، قام الأب داميان بتعليم الدين الكاثوليكي لشعب هاواي. كما رعى المرضى بنفسه وقاد أهل التجمع لبناء المنازل والمدارس والطرق والمستشفيات والكنائس. كان يرعى تقرحات السكان، وبنى خزانات المياه، وصنع التوابيت، وحفر القبور، وكان يشارك معهم الغلايين وكان يتناول الطعام معهم، فقدم لهم بهذا الدعم الطبي والعاطفي على حد سواء.
بعد ستة عشر عاما قضها الأب داميان وهو يرعى حاجات المجذومين الجسدية والروحية والعاطفية، أدرك الأب أنه قد أصيب بالجذام أيضا عندما أحرقه الماء الساخن ولم يحس بأي ألم. وواصل عمله رغم إصابته بالمرض ولكنه توفي في النهاية متأثرا به في 15 أبريل 1889.
وقد وصف الأب داميان بأنه «شهيد العمل الخيري». وكان عاشر شخص من الولايات المتحدة الحالية يتم الاعتراف به كقديس من قبل الكنيسة الكاثوليكية. يعتبر الأب داميان قديسا في كل من الطقوس اللاتينية والطقوس الكاثوليكية الشرقية. وفي الكنيسة الأنجليكانية وعدد من الطوائف المسيحية الأخرى، فهو يعتبر الراعي الروحي للجذام والمنبوذين. يقع عيد الأب داميان في 15 أبريل، وهو يوم وفاته، هو أيضا عطلة في ولاية هاواي وهو الآن شفيع أبرشية هونولولو وشفيع هاواي.
وبعد أن قام البابا يوحنا بولس الثاني بتطويبه في روما في 4 يونيه 1995، منح داميان يوما تذكاريا يحتفل به في 10 مايو. تم إعلانه قديسا من قبل البابا بنديكتوس السادس عشر في 11 أكتوبر 2009. وتدعوه الموسوعة الكاثوليكية بلقب «رسول المجذومين».

## روابط خارجية
- الأب داميان على موقع الموسوعة البريطانية (الإنجليزية)
- الأب داميان على موقع إن إن دي بي (الإنجليزية)